# Верхочепецкий Крестовоздвиженский монастырь
Верхочепе́цкий Крестовоздви́женский монасты́рь — вятский монастырь, действовал в 1608-1769 годах. Располагался в нижнем течении Чепцы, крупнейшего левого притока Вятки, на правом притоке Чепцы — речке Алёшихе, в 3-х км от современного села Николаево Фалёнского района Кировской области.
Монастырь был основан старцем Гурием в 1608 году, в последние годы земной жизни преподобного Трифона Вятского. По данным краеведа О. Н. Виноградова, монастырь был основан ещё раньше — в 1602 году иеромонахом Хлыновского Успенского монастыря Нафанаилом. Василием Шуйским монастырю были даны на оброк «дикое раменье» (целинные земли), покосы и рыбные ловли. Монастырь начал селить на этих землях крестьян. В 1662 году на монастырских землях насчитывалось 82 крестьянских двора, в 1678 году — 176 дворов, а в 1722 году уже 369 крестьянских дворов с 1612 душами в них.
В 1764 году, в ходе секуляризации церковных земель, земли монастыря были отобраны, но сам монастырь был оставлен в качестве штатного. В 1769 году монастырь сгорел, а монахи были переведены в Слободской Богоявленский монастырь, который был после этого переименован в Крестовоздвиженский.
Верхочепецкий монастырь, и вятские окраинные монастыри в целом, сыграли важную роль в освоении и заселении новых земель: расчищали лес, распахивали новые пашни, осваивали покосы, приглашали крестьян. Кроме того, велика роль этого монастыря в проповеди православия удмуртам.